# Euphorbia popayanensis
Euphorbia popayanensis är en törelväxtart som beskrevs av Ferdinand Albin Pax. Euphorbia popayanensis ingår i släktet törlar, och familjen törelväxter. Inga underarter finns listade i Catalogue of Life.